# 菲永河
菲永河（法語：Fion，法語發音：[fjɔ̃] ⓘ）是法国大东部大区马恩省的河流，是马恩河的右支流，长21.3千米，发源自巴叙，于马恩河畔拉绍塞流入马恩河。